# Сантос, Мартин
Мартин Сантос (англ. Martin Santos, род. 20 августа 1962) — гуамский шоссейный и трековый велогонщик. Участник летних Олимпийских игр 1992 года.

## Карьера
В 1992 году был включён в состав сборной Гуама на летних Олимпийских играх в Барселоне. На них выступил в трёх гонках.
Сначала в командной гонке с раздельным стартом на 100 км. По её результатам сборная Гуама заняла 25 место, уступив занявшей первое место сборной Германии почти 35 минут.
Затем в командной гонке преследования. 
В её квалификации, из которой в основной раунд выходило 8 команд, сборная Гуама показала 20-й последний результат, уступив 1 минуту 8-у месту и закончила выступление.
И далее в групповой шоссейной гонке протяжённостью 194 км не смог финишировать как и ещё 69 гонщиков.